# Estadi José Zorrilla
L'Estadi Municipal José Zorrilla, està situat a la ciutat de Valladolid, capital de Castella i Lleó, a Espanya. És la seu habitual del Reial Valladolid.
El Nou Estadi José Zorrilla, es va construir amb el pretext de ser una de les seus de la Copa del Món 1982, disputant-se en ell diversos partits de la primera fase. Va ser successor de l'Antic Estadi José Zorrilla, situat al centre de la ciutat, amb una capacitat de poc més de 15.000 espectadors, que va ser seu del Reial Valladolid des de 1942, havent-se quedat obsolet, incòmode i indigne per a la categoria del club.
El 20 de febrer de 1982, el Real Valladolid va rebre a l'Athletic Club al nou estadi, dues setmanes després que es disputés l'últim partit al vell José Zorrilla.
En la final de la Copa del Rei, disputada a l'abril de 1982 entre el Reial Madrid i el Sporting de Gijón, va fer un dia de moltíssim fred, el que va valer a la premsa madrilenya per a batejar l'estadi com "l'estadi de la pulmonia". Això va ser degut al fet que el tancament de l'estadi no es va produir fins a 1986, amb la incorporació de la Graderia Nord.